# 来生たかお CONCERT TOUR 〜永遠の瞬間〜
『来生たかお CONCERT TOUR 〜永遠の瞬間〜』（きすぎたかお コンサートツアー えいえんのとき）は、1991年にリリースされた来生たかおの映像作品（VHS〈規格品番：KTVV-1002〉/LD〈規格品番：KTLV-1002〉）である。

## 概要
1990年12月25日、24日に中野サンプラザ（東京都）で開催されたコンサートツアー『Concert Tour '90〜'91 永遠の瞬間 THE MOMENT』のクリスマス公演から、後者の模様を収録している（「浅い夢」は別撮りの映像である）。
舞台セットは山荘をイメージしており、緞帳には来生の自邸を元にした外観がディフォルメしたかたちで描かれている。
演奏は、バックバンド“スタートル”が務めており、来生自身はピアノを担当している。
ライヴの模様を収録していることもあり、歌詞カードと歌唱とでは一部歌詞が異なっている。
1991年8月12日、WOWOWにて『来生たかおコンサート 永遠の瞬間』と題し、コンサート用に作られた楽曲「あいさつソング」「ありがとうソング」を含め全編を通して放送されたが、本映像作品に収録されている「めざめ」は割愛された。
2005年6月29日にリリースされたCD・DVDの2枚組ベスト・アルバム『CD&DVD THE BEST』には、本映像ソフトから「夢の途中」「セカンド・ラブ」が収録されている。

## 復刻盤
2005年7月27日：5枚組DVD-BOX『Best of Concert Films 1983〜1995』（ユニバーサルミュージック/規格品番：UMBK-9120/4）で、初めてDVD化された（規格品番：UMBK-9120）。

## パッケージの体裁

### アルバムタイトル
VHSのジャケットには“'90・12・25 中野サンプラザ収録”と添えられ、また、LDにはさらに“ベストセレクション”と添えられている。

## 収録曲
VHS版・LD版・DVD版
1. 夢の途中
  - 作詞：来生えつこ / 作曲：来生たかお / 編曲：星勝&スタートル
  - ピアノを担当して歌っている。
  - 楽曲の詳細はオリジナルアルバム『夢の途中』を参照。
2. はぐれそうな天使
  - 作詞：来生えつこ / 作曲：来生たかお / 編曲：武部聡志&スタートル
  - ピアノを担当して歌っている。
  - 楽曲の詳細はオリジナルアルバム『Only Yesterday -つい昨日のこと-』を参照。
3. 語りつぐ愛に
  - 作詞：来生えつこ / 作曲：来生たかお / 編曲：萩田光男&スタートル
  - ピアノを担当して歌っている。
  - 楽曲の詳細はオリジナルアルバム『With Time』を参照。
4. シルエット・ロマンス
  - 作詞：来生えつこ / 作曲：来生たかお / 編曲：星勝・萩田光男&スタートル
  - ハンドマイクで歌っている。
  - 楽曲の詳細は企画アルバム『Visitor』を参照。
5. セカンド・ラブ
  - 作詞：来生えつこ / 作曲：来生たかお / 編曲：星勝&スタートル
  - ハンドマイクで歌っている。
  - 楽曲の詳細は企画アルバム『Visitor』を参照。
6. 楽園のDoor
  - 作詞：小倉めぐみ / 作曲：来生たかお / 編曲：清水信之&スタートル
  - ハンドマイクで歌っている。
  - 楽曲の詳細はオリジナルアルバム『Étranger』を参照。
7. 長雨〜ながあめ〜
  - 作詞：来生えつこ / 作曲：来生たかお / 編曲：：星勝&スタートル
  - 自身のピアノ・荒木のアコースティックギター・松田のアコーディオンによるトリオ編成で歌っており、部分的に雨の映像・特殊効果がミックスされている。
  - 楽曲の詳細はオリジナルアルバム『ジグザグ』を参照。
8. 夢より遠くへ
  - 作詞：来生えつこ / 作曲：来生たかお / 編曲：新川博&スタートル
  - ピアノを担当して歌っている。
  - 楽曲の詳細はオリジナルアルバム『永遠の瞬間』を参照。
9. めざめ
  - 作詞：西田佐知子 / 作曲：来生たかお / 編曲：武部聡志&スタートル
  - ピアノを担当して歌っており、また、編曲は平井菜水へ提供したヴァージョンを基調としている。
  - 楽曲の詳細は企画アルバム『LABYRINTH II』を参照。
10. 星のくちびる
  - 作詞：来生えつこ / 作曲：来生たかお / 編曲：ポール・モーリア&スタートル
  - ハンドマイクで歌っており、終盤には夜景の映像が挿入されている。
  - 楽曲の詳細は企画アルバム『LABYRINTH』を参照。
11. Goodbye Day
  - 作詞：来生えつこ / 作曲：来生たかお / 編曲：松任谷正隆&スタートル
  - アンコール曲で、衣装チェンジの上、ピアノを担当して歌っている。
  - 楽曲の詳細は企画アルバム『来生たかお』、オリジナルアルバム『Sparkle』を参照。
12. 浅い夢
  - 作詞：来生えつこ / 作曲：来生たかお / 編曲：福井峻&スタートル
  - 来生自身による弾き語り。コンサートの映像ではなく、要所要所に海辺のイメージ映像がミックスされた別撮りである。
  - 楽曲の詳細はオリジナルアルバム『浅い夢』を参照。

## 参加ミュージシャン
- Piano：来生たかお（1 - 3,7 - 9,11,12）
- Keyboards：松田真人（1 - 6,8 - 11）、加藤実（1 - 6,8 - 11）
- Accordion：松田真人（7）
- Electric Guitar：荒木博司（1 - 6,8 - 11）
- Acoustic Guitar：荒木博司（7）
- Electric Bass：多田文信（1 - 6,8 - 11）
- Drums：松本照夫（1 - 6,8 - 11）
- Chorus：松田真人（1 - 3,7）、多田文信（1）、荒木博司（7）

## 参加スタッフ
- Wardrobe：MEN's BA-TSU
- Cooperation：MEN'S、GINZA VIDEO TEC.
- Special Thanks：MELSAT Inc.
- Art Director：永井裕明（N.G. Inc.）
- Designer：Kyoko Iida（N.G. Inc.）
- Photographer：Katsuhiro Ichikawa、Masaaki Tanno

VIDEO STAFF
- Tecnical Director：Kuraji Suda（SWIT）
- Camera：Sadamu Ishihara（BARBISON）、Taka Yokoyama（HOT DOG）、Hiroki Ohshima（Camera House）、Yukiharu Inoshita（Super Bomb）、Hiroyuki Kasuya（Hamacho Studio）、Akira Nii
- Video Engineer：Haruo Yokota（Hamacho Studio）
- Mixing Engineer：高城賢（Mix）
- Musical Director：Yutaka Hayakawa（Melsat）、高橋良一（Kitty Creative）
- Musical Producer：本間一泰（Kitty Creative）
- MA：MURATA（Ginza Video Tec.）
- Director：Akira Nii
- Exective Producer：Yutaka Tanaka（Kitty Records）
- Producer：松島武士（Kitty Records）
- Assistant Producer：Chihiro Shinada（Kitty Records）

STAGE STAFF
- Aritist Manager：竹脇隆（Kitty Artists）
- Stage Producer：柴田幹夫（Kitty Artists）
- Stage Director：滝口一憲
- Lighting Planner：上島正昭（Office 215）
- Concert Mixer：高橋宏幸（Soundman）
- Stage Desigher：中沢ひろし（金井大道具）